# Crisis diplomática de la hidrovía

## Introducción
La crisis diplomática de la hidrovía fue un conflicto internacional entre Argentina y otros países miembros de la Hidrovía Paraguay-Paraná —Paraguay, Bolivia, Brasil y Uruguay— que surgió tras la implementación unilateral por parte de Argentina de un peaje en el tramo Santa Fe–Confluencia del río Paraná, vigente desde el 1 de enero de 2023. Esta medida generó tensiones diplomáticas, retenciones de embarcaciones y diversas acciones de presión entre los países involucrados, además de un debate sobre la legalidad y la necesidad del cobro. El conflicto se resolvió parcialmente en septiembre de 2024 mediante un acuerdo bilateral. 

La Comisión Permanente de Transporte de la Cuenca del Plata (CPTCP), integrada por los usuarios de la vía navegable de los cinco países signatarios del acuerdo, certificó que “las condiciones hidromorfológicas del río en el tramo Santa Fe-Confluencia, por sus profundidades naturales, permiten la navegación segura de las embarcaciones a 10 pies de calado durante las 24 horas, sin necesidad de intervenciones de dragado”. Asimismo, subrayó que “con la tecnología disponible tampoco resulta necesaria la provisión del servicio de balizamiento de ese sector”.
En septiembre de 2024 Manuel Adorni (vocero de la Presidencia) informó de que se había firmado un acta de acuerdo entre la Administración General de Puertos de Argentina (AGP) y las dos cámaras de Paraguay, la Cámara de Armadores Fluviales y Marítimos y la Comisión Permanente de Transporte de Cuenca del Plata. 
Y aunque el gobierno de Paraguay, todavía no dio una opinión, trascendió que habrían aceptado pagar un peaje, pero éste será menor al que impuso el gobierno de Alberto Fernández.

## Antecedentes
El 21 de septmbre del 2022, el Ministerio de Transporte de la Argentina emitió la Resolución Nº 625/2022 publicada en el boletín oficial el 30 de ese mes. En ella establecía el cobro del peaje en el río Paraná a las naves que circulan por el tramo que va desde el puerto de Santa Fe hasta la confluencia con el río Paraguay. El 30 de diciembre de ese año, el boletín mencionado dio a conocer la Resolución 1023/2022 de la Secretaría Estatal Argentina, confirmando las tarifas de la disposición anterior. El peaje se comenzó a cobrar a partir del primer día de 2023 a las naves que circulan entre el kilómetro 1.238 y el kilómetro 584 de ese curso fluvial en territorio argentino.
Una resolución del Ministerio de Transporte de Argentina estableció, una tarifa a partir del 1 de enero de 2023 de 1,47 USD (unos 1,33 euros) por tonelada para las embarcaciones de transporte internacional y de 1,47 pesos argentinos (0,0054 USD) por tonelada para las cargas de cabotaje (nacionales). Infringiendo varios artículos del Acuerdo de Santa Cruz de la Sierra o Acuerdo HPP sobre la libre navegación internacional del Paraguay-Paraná que tiene amparos en el Tratado de Montevideo de 1980.
Para finales de enero, se producirían los primeros descontentos y protestas por parte de Paraguay y otras empresas regionales. Uruguay y Bolivia también se unieron a la causa paraguaya. En poco tiempo se forma una comitiva internacional que termina sumándose Brasil para pedir la suspensión del cobro de peajes en la hidrovía.
Según datos de CAFyM, Paraguay posee la flota fluvial más grande de Suramérica y la tercera del mundo, después de EE.UU. y China, con una inversión de 3.700 millones de dólares. El 70 % de las exportaciones de Paraguay, se dan por medio de transporte fluvial, mientras que el volumen importado alcanza un 50%. Así también varias empresas internacionales operan con esta flota fluvial. Bolivia en abril del 2023, superó la carga de 1.000 millones USD por el uso de la hidrovía.

## Estalla la crisis diplomática
El 29 de julio, se informa el primer embargo de un buque llamado HB Grus de bandera paraguaya, a nombre de la empresa naviera de capital brasileño Hidrovías do Brasil y con cargamento de soja para dicho país. El buque fue retenido y obligado a pagar el peaje por 10 días, provocando unas pérdidas de 400.000 USD.
Al mismo tiempo que ocurría el hecho, el buque HB Phoenix de bandera boliviana y perteneciente a la misma empresa brasileña informó que intentaron embargarlo en el camino, hasta lograrlo en la cercanías de la zona de peajes de San Lorenzo, el cargamento también fue de mercancía brasileña.
El 1 de agosto, la Asociación Brasileña para el Desarrollo de la Navegación Interior (Abani) instó al gobierno brasileño a convocar “una reunión extraordinaria de la Comisión del Acuerdo de la Hidrovía Paraguay-Paraná” para presentar una queja tras la decisión del gobierno argentino este año de comenzar a cobrar peaje a los buques que navegan al norte de Santa Fe. La mayoría de los buques afectados por esta medida son paraguayos.
Las navieras argentinas apoyaron la iniciativa, pero admitieron que el Ministerio de Transporte se excedió con la tarifa, aumentando fuertemente los costos para las aceiteras argentinas que importan soja de Brasil, Paraguay y Bolivia, mientras que los comerciantes paraguayos y brasileños sostienen que la disposición viola tratados y acuerdos multilaterales, además de que no se ha realizado ninguna obra que justifique el cobro de un servicio.
El 15 de agosto, Santiago Peña asume como presidente de Paraguay, tras unos días, el 24 de agosto, Sergio Massa hizo escala en Paraguay en su viaje a Estados Unidos para tratar temas del FMI, tras su visita a Paraguay se reunió con el presidente Peña en el Mburuvicha Róga (Residencia presidencial paraguaya) acompañado por el ministro de transporte, Pedro Giuliano, en los que hablarían temas de una deuda millonaria de Argentina con Paraguay por energía de la Represa Yacyretá y los peajes en la hidrovía, entre otros proyectos. Tras terminada la reunión, medios de prensa paraguayos anunciaron el cese del peaje entre 60-90 días para dar una solución al conflicto.
El 25 de agosto, el ministerio de transporte argentino negó cualquier cese del peaje en la hidrovía a pesar de las declaraciones contradictorias de Sergio Massa en una rueda de prensa.
EL 9 de septiembre, nuevamente un buque, LaTere, de empresa paraguaya Mercurio Group, fue embargado con un convoy de más de 10 barcazas con 50 millones de litros en combustibles de la empresa petrolera británica Shell. Demostrando el incumplimiento de una suspensión de este tipo de acciones en el río, desatando una nueva ola de protestas de empresas privadas en Paraguay por la demora de los combustibles.
El 10 de septiembre, se emite un comunicado conjunto entre los gobiernos de Paraguay, Brasil, Bolivia y Uruguay. Lamentando la restricción de la libre navegación en los ríos y enfatizando los problemas que pueden traer estas acciones a Bolivia y Paraguay. Al mismo tiempo, se informa que las barcazas de M.G. siguen retenidas incluso habiendo pagado el peaje.
El 11 de septiembre liberan las barcazas del Mercurio Group retenidas por Argentina.
El gobierno argentino excusa que el cobro del peaje debe realizarse para mantener el costo de dragado de la hidrovía, según la secretaría de energía argentina, Flavia Royon. Contradiciendo el hecho de que todos los países del Mercosur cumplen con el dragado sin cobros de peajes en los ríos. Sin embargo, los dichos por la secretaria de energía, también se contradicen con lo dicho por la delegación argentina el 23 de junio, “La delegación de Argentina admitió que la tarifa de peaje no responde a intervenciones de dragado y la justificó en razón de servicios de señalización, cambio de trazas constantes y un Sistema de Identificación Automática (AIS por sus siglas en inglés) que permite conocer en tiempo real el posicionamiento de las embarcaciones y la navegación nocturna en dicho tramo”. ”Estos dichos no fueron demostrados por la delegación, siendo acusados por las demás delegaciones y usuarios privados de ineficientes“. Hasta el 2022, el Estado argentino subsidiaba el dragado y balizamiento del tramo que cuesta alrededor de 20 millones de USD.
Analistas de Uruguay advierten que la decisión del cobro del peaje afecta el curso de la logística que llega a los puertos uruguayos desde el interior de Brasil, Bolivia y Paraguay, generando pérdidas importantes de dinero, así como la posibilidad de que Argentina podría llegar a imponer también peajes en el lado argentino del río Uruguay afectando a los productores internos uruguayos.
El 16 de septiembre, la Cámara de Comercio Paraguayo - Estados Unidos (USAPACC) realizó un comunicado de prensa, donde destacan que el Gobierno Argentino está violando varios tratados, acuerdos, convenciones bilaterales y multilaterales, entre ellos la convención de la ONU sobre los derechos en mar (CONVEMAR), así como los tratados de libre navegación de 1852, 1856, 1876, 1967 y 1991 que fueron reconociendo los derechos de Paraguay. La medida afecta directamente a Paraguay, Bolivia, Brasil y Uruguay ya que se considera un grave retroceso en la integración del Mercosur. Destacan también que Paraguay posee la tercera flota fluvial más grande del mundo, por donde exportan e importan todo tipo de productos, así como ofrecen sus servicios internacionales a toda la región de la Cuenca del Plata. Afirman que los daños materiales son cuantificables y seguirán creciendo por el sostenido avance económico y social guaraní, así también existen daños de carácter psicológico, moral y social de agresión a un pueblo relativamente más pequeño.
Por último, afirman que el daño al comercio en el Mercosur es directo, así como existen los daños indirectos con otros países que tienen comercio con el Paraguay, entre ellos: Estados Unidos. Los últimos párrafos del comunicado dicen de como afecta esas imposiciones al comercio de Estados Unidos, así como tomar las medidas necesarias para defender los intereses y ayudar a encontrar una solución inmediata, lamentando la decisión del Gobierno Argentino.

## Consecuencias
Paraguay a dispuesto a la ANDE y decide retirar el 100% de la energía producida por la represa de Yacyretá, demostrando una millonaria deuda del gobierno argentino por la energía siendo cerca de 150 millones de USD. Esta decisión crearía un déficit de energía eléctrica con gobierno argentino de al menos 15%. Argentina acusa a Paraguay de abrir deliberadamente las compuertas de Aña Cuá de la misma represa liberando más de 2000 metros cúbicos de agua, acción que generaría una menor producción de la hidroeléctrica.
Paraguay acudirá al Tribunal Permanente de Revisión del Mercosur para resolver con arbitraje y demanda la crisis. También decide retirar el apoyo a la Argentina ante organismos multilaterales como el FMI.
El gobierno de Uruguay y Paraguay firmaron convenios que permiten a Paraguay poder invertir en la construcción de un nuevo puerto en la localidad de Soriano en Uruguay y el usó del puerto de Montevideo, el cual permitirá a las navieras paraguayas dejar de pagar el concepto por el uso de los puertos argentinos. Dichos acuerdos también se sumarán a los acuerdos con Bolivia para el uso de puertos uruguayos hecho en 2019.
Estados Unidos apoyará en las negociaciones a los 4 países demandantes del Mercosur, para convencer a Argentina de levantar las restricciones.